# Jemma Reekie
Jemma Christina Reekie (Kilbarchan, 6 marzo 1998) è una mezzofondista britannica,.

## Record nazionali
Seniores
- Miglio indoor: 4'17"88 ( New York, 8 febbraio 2020)

## Progressione

### 800 metri piani
| Stagione | Misura  | Luogo      | Data      | Rank. Mond. |
| -------- | ------- | ---------- | --------- | ----------- |
| 2024     | 1'55"61 | Londra     | 20-7-2023 |             |
| 2023     | 1'57"30 | Londra     | 23-7-2023 |             |
| 2022     | 1'58"44 | Chorzów    | 5-6-2022  |             |
| 2021     | 1'56"90 | Tokyo      | 3-8-2021  |             |
| 2020     | 1'58"63 | Chorzów    | 25-8-2020 |             |
| 2019     | 2'01"45 | Dessau     | 14-6-2019 |             |
| 2018     | 2'02"62 | Glasgow    | 1-6-2018  |             |
| 2017     | 2'07"65 | Glasgow    | 2-6-2017  |             |
| 2016     | 2'07"23 | Crownpoint | 3-6-2016  |             |
| 2015     | 2'10"09 | Bedford    | 20-6-2015 |             |
| 2014     | 2'10"95 | Bedford    | 31-8-2014 |             |
| 2013     | 2'12"82 | Bedford    | 1-9-2013  |             |
| 2012     | 2'17"46 | Glasgow    | 29-6-2012 |             |

### 1500 metri piani
| Stagione | Misura  | Luogo      | Data      | Rank. Mond. |
| -------- | ------- | ---------- | --------- | ----------- |
| 2023     | 3'58"65 | Chorzów    | 16-7-2023 |             |
| 2022     | 4'05"33 | Birmingham | 7-8-2022  |             |
| 2021     | 4'04"72 | Losanna    | 26-8-2021 |             |
| 2020     | 4'02"20 | Marsiglia  | 3-9-2020  |             |
| 2019     | 2'01"45 | Dessau     | 14-6-2019 |             |
| 2018     | 2'02"62 | Glasgow    | 1-6-2018  |             |
| 2017     | 2'07"65 | Glasgow    | 2-6-2017  |             |
| 2016     | 2'07"23 | Crownpoint | 3-6-2016  |             |
| 2015     | 2'10"09 | Bedford    | 20-6-2015 |             |
| 2014     | 2'10"95 | Bedford    | 31-8-2014 |             |
| 2013     | 2'12"82 | Bedford    | 1-9-2013  |             |
| 2012     | 2'17"46 | Glasgow    | 29-6-2012 |             |

## Palmarès
| Anno                                  | Manifestazione          | Sede       | Evento       | Risultato  | Prestazione | Note                          |
| ------------------------------------- | ----------------------- | ---------- | ------------ | ---------- | ----------- | ----------------------------- |
| In rappresentanza della Gran Bretagna |                         |            |              |            |             |                               |
| 2017                                  | Europei U20             | Grosseto   | 1500 m piani | Oro        | 4'13"25     |                               |
| 2017                                  | Europei U20             | Grosseto   | 3000 m piani | 4ª         | 9'24"81     |                               |
| 2018                                  | Europei                 | Berlino    | 1500 m piani | Batteria   | 4'10"35     |                               |
| 2019                                  | Europei indoor          | Glasgow    | 1500 m piani | Batteria   | 4'13"44     | Miglior prestazione personale |
| 2019                                  | Europei U23             | Gävle      | 800 m piani  | Oro        | 2'05"19     |                               |
| 2019                                  | Europei U23             | Gävle      | 1500 m piani | Oro        | 4'22"81     |                               |
| 2019                                  | Mondiali                | Doha       | 1500 m piani | Batteria   | 4'12"51     |                               |
| 2021                                  | Olimpiadi               | Tokyo      | 800 m piani  | 4ª         | 1'56"90     | Miglior prestazione personale |
| 2022                                  | Mondiali                | Eugene     | 800 m piani  | Semifinale | 2'00"43     | [ 1 ]                         |
| 2022                                  | Europei                 | Monaco     | 800 m piani  | 5ª         | 2'00"31     |                               |
| 2023                                  | Mondiali                | Budapest   | 800 m piani  | 5ª         | 1'57"72     | [ 2 ]                         |
| 2024                                  | Mondiali indoor         | Glasgow    | 800 m piani  | Argento    | 2'02"72     |                               |
| 2024                                  | Europei                 | Roma       | 1500 m piani | 5ª         | 4'06"17     |                               |
| 2024                                  | Giochi Olimpici         | Parigi     | 800 m piani  | Semifinale | 1'58"01     |                               |
| In rappresentanza della Scozia        |                         |            |              |            |             |                               |
| 2022                                  | Giochi del Commonwealth | Birmingham | 800 m piani  | Batteria   | 2'00"68     | [ 3 ]                         |
| 2022                                  | Giochi del Commonwealth | Birmingham | 1500 m piani | 5ª         | 4'05"33     | [ 4 ]                         |

## Campionati nazionali
- 1 volta campionessa nazionale britannica indoor dei 1500 m piani (2019)
- 2 volte campionessa nazionale britannica degli 800 metri piani (2022, 2024)

2017
- 4ª ai campionati britannici indoor (Sheffield), 1500 m piani - 4'22"74
- 7ª ai campionati britannici (Birmingham), 1500 m piani - 4'12"28

2018
- 5ª ai campionati britannici indoor (Birmingham), 1500 m piani - 4'20"43
- Argento ai campionati britannici (Birmingham), 1500 m piani - 4'09"10

2019
- Oro ai campionati britannici indoor (Birmingham), 1500 m piani - 4'17"08
- Argento ai campionati britannici (Birmingham), 1500 m piani - 4'23"41

2021
- Argento ai campionati britannici (Manchester), 800 m piani - 2'00"12

2022
- Argento ai campionati britannici indoor (Birmingham), 800 m piani - 2'08"52
- Oro ai campionati britannici (Manchester), 800 m piani - 2'06"03

2023
- Argento ai campionati britannici (Manchester), 800 m piani - 1'57"30

2024
- Oro ai campionati britannici indoor, 800 m piani - 1'58"24

## Altre competizioni internazionali
2018
- 13ª al London Anniversary Games, ( Londra), miglio - 4'27"16

2019
- 7ª al London Anniversary Games ( Londra), 1500 m piani - 4'02"09
- 6ª al Birmingham Grand Prix, ( Birmingham), miglio - 4'27"00
- 11ª al Weltklasse Zürich, ( Zurigo), 1500 m piani - 4'05"34

2020
- Oro al Müller Indoor Grand Prix Glasgow ( Glasgow), 1500 m piani indoor - 4'04"07

2021
- Oro al Meeting Hauts-de-France Pas-de-Calais ( Liévin), 800 m piani indoor - 2'00"64
- Argento all'Herculis, ( Monaco), 800 m piani - 1'56"96
- 8ª al Prefontaine Classic, ( Eugene), 800 m piani - 2'00"27
- 5ª all'Athletissima, ( Losanna), 1500 m piani - 4'04"72
- Bronzo al Memorial Van Damme, ( Bruxelles), 800 m piani - 1'58"77
- 4ª al Weltklasse Zürich, ( Zurigo), 800 m piani - 1'58"61
- Oro al Fifth Avenue mile ( New York), miglio in strada - 4'22"0

2022
- 5ª al Birmingham Grand Prix ( Birmingham), 1500 m piani - 4'07"01
- 8ª al Prefontaine Classic ( Eugene), 800 m piani - 2'00"53
- 9ª al Golden Gala Pietro Mennea ( Roma), 800 m piani - 2'00"28
- 8ª ai Bislett Games ( Oslo), 800 m piani - 1'59"83

2023
- 5ª al Init Indoor Meeting ( Karlsruhe), 800 m piani indoor - 2'02"10
- 5ª all'Athletissima ( Losanna), 800 m piani - 1'59"32
- Oro al London Anniversary Games ( Londra), 800 m piani - 1'57"30
- 9ª al Prefontaine Classic ( Eugene), 800 m piani - 2'00"34
- Oro al Fifth Avenue mile ( New York), miglio in strada - 4'19"4

2024
- Oro al Bauhaus-Galan ( Stoccolma), 800 m piani - 1'57"79
- Argento al Doha Diamond League ( Doha), 800 m piani - 1'58"42
- Bronzo al Prefontaine Classic ( Eugene), 800 m piani - 1'57"45
- Argento al London Athletics Meet 2024 ( Londra), 800 m piani - 1'55"61
- Bronzo all'Athletissima ( Losanna), 800 m piani - 1'58"73

2025
- 11ª al Meeting de Paris ( Parigi), 1500 m piani - 3'59"42
- Bronzo al Doha Diamond League ( Doha), 1500 m piani - 4'07"33